# Mychajło Małynowski
Mychajło Małynowski, czasem Michał Malinowski (ukr. Михайло Іванович Малиновський, ur. 20 listopada 1812 w Nowosiółce, zm. 25 lutego 1894 we Lwowie) – ksiądz greckokatolicki, członek lwowskiego kryłosu, poseł do Sejmu Krajowego Galicji I i III kadencji.

## Życiorys
Na I kadencję Sejmu wybrany z IV kurii obwodu Stanisławów, z okręgu wyborczego nr 30 Manasterzyska–Buczacz.
W latach 1869–1870 był administratorem archieparchii lwowskiej. Napisał kilka prac z historii cerkwi greckokatolickiej, m.in. Die Kirchen- und Staats-Satzungen bezüglich des griechisch-katholischen Ritus in Galizien (1861), w 1863 wydał Annales Ecclesiae Ruthenae Mychajła Harasewycza.

## Literatura
- Stanisław Grodziski: Sejm Krajowy Galicyjski 1861-1914. Wydawnictwo Sejmowe, Warszawa: 1993, ISBN 83-7059-052-7.
- Енциклопедія українознавства. T. 4. Lwów, 1993, s. 1448–1449. (ukr.)